# Suomen huippumalli haussa (mùa 1)
Mùa đầu tiên của Suomen huippumalli haussa được công chiếu vào ngày 6 tháng 4 năm 2008 trên kênh Nelonen. Tập cuối được phát sóng vào ngày 8 tháng 6 năm 2008.
Địa điểm quốc tế cho mùa này là Stockholm cho top 7 và Side & Antalya cho top 3.
Người chiến thắng của mùa này là Ani Alitalo, 19 tuổi từ Helsinki. Cô nhận được: 1 hợp đồng người mẫu với Paparazzi Model Management trị giá €25.000, lên ảnh bìa của tạp chí Cosmopolitan và trở thành người phát ngôn cho Max Factor

## Các thí sinh
(Tuổi tính từ ngày dự thi)
| Thí sinh       | Tuổi | Chiều cao               | Quê quán     | Bị loại ở | Hạng |
| -------------- | ---- | ----------------------- | ------------ | --------- | ---- |
| Mariem Sene    | 20   | 1,79 m (5 ft 10+1⁄2 in) | Helsinki     | Tập 1     | 12   |
| Armi Häikiö    | 20   | 1,77 m (5 ft 9+1⁄2 in)  | Espoo        | Tập 2     | 11   |
| Manon Mariaud  | 18   | 1,73 m (5 ft 8 in)      | Joutseno     | Tập 3     | 10   |
| Daniela Sorvo  | 22   | 1,72 m (5 ft 7+1⁄2 in)  | Espoo        | Tập 4     | 9    |
| Tatjana Piper  | 21   | 1,77 m (5 ft 9+1⁄2 in)  | Helsinki     | Tập 5     | 8    |
| Marje Lanz     | 18   | 1,70 m (5 ft 7 in)      | Raisio       | Tập 6     | 7    |
| Ana Bekteshi   | 18   | 1,80 m (5 ft 11 in)     | Vaasa        | Tập 7     | 6–5  |
| Mari Kohonen   | 20   | 1,72 m (5 ft 7+1⁄2 in)  | Lappeenranta | Tập 7     | 6–5  |
| Anu Jussila    | 18   | 1,74 m (5 ft 8+1⁄2 in)  | Ähtäri       | Tập 8     | 4    |
| Maria Rytkönen | 20   | 1,75 m (5 ft 9 in)      | Lahti        | Tập 9     | 3    |
| Darina Shved   | 21   | 1,75 m (5 ft 9 in)      | Helsinki     | Tập 10    | 2    |
| Ani Alitalo    | 19   | 1,81 m (5 ft 11+1⁄2 in) | Helsinki     | Tập 10    | 1    |

## Các tập

### Tập 1: First Steps For Model Pilots
Khởi chiếu: 6 tháng 4 năm 2008
Từ gần 900 cô gái đăng kí dự thi, 12 cô gái đuợc chọn đã di chuyển vào ngôi nhà chung và được gặp Anne lần đàu tiên. Ngày hôm sau, họ đã có một buổi tập catwalk với Saimi và người mẫu Mirella Koullias. Ngày tiếp theo, họ được gặp cố vấn stylish Tommy Kilponen tại câu lạc bộ Apollo Live để tham gia vào buổi trình diễn thời trang cho bộ sưu tập Xuân/Hè 2008 của Vero Moda. Nhưng trước khi diễn ra, Tatjana đã xin không tham gia do cô phải đưa tang của mẹ mình một lần cuối.
Ngày hôm sau, họ đã có buổi chụp hình đầu tiên khi họ sẽ phải khỏa thân phần trên và chỉ tạo dáng trong quần jean. Vào buổi đánh giá đầu tiên ngày kế tiếp với sự xuất hiện giám khảo khách mời là Anu Makkonen, Tatjana là người được gọi tên đầu tiên còn Mariem là thí sinh đầu tiên bị loại.
- Nhiếp ảnh gia: Samuli Karala
- Khách mời đặc biệt: Mirella Koullias, Tommy Kilponen, Aira Samulin, Anu Makkonen

### Tập 2: Dolls In Action
Khởi chiếu: 13 tháng 4 năm 2008
11 cô gái còn lại đã có một buổi học trang điểm từ Karoliina Kangas trước khi tham gia vào thử thách trang điểm cho một buổi casting trong 10 phút, Anu chiến thắng thử thách và cô chọn Darina & Maria để nhận thưởng là một buổi mua sắm tại Vero Moda trị giá €500, trong khi các cô gái còn lại phải dọn dẹp ngôi nhà chung vào ngày mai. Sau đó, họ được đưa tới một tiệm salon để nhận diện mạo mới của mình.
Ngày hôm sau, họ được đưa tới Nhà hát opera và balê quốc gia Phần Lan cho buổi chụp hình tiếp theo cho trang web thời trang trực tuyến FashionFINLAND.com, khi họ sẽ hóa thân thành những con búp bê rối có những cảm xúc khác nhau. Vào buổi đánh giá ngày tiếp theo với sự xuất hiện giám khảo khách mời là Heidi Lehtinen, Mari là người được gọi tên đầu tiên còn Armi là thí sinh tiếp theo bị loại.
- Nhiếp ảnh gia: Pauliina Pettit
- Khách mời đặc biệt: Karoliina Kangas, Heidi Lehtinen

### Tập 3: Speed And Dangerous Situations
Khởi chiếu: 20 tháng 4 năm 2008
Sakari và một huấn luyện viên cá nhân đến gặp 10 cô gái còn lại tại ngôi nhà chung để nói chuyện về việc tập thể dục và thói quen ăn uống của một người mẫu, trước khi họ sẽ phải chạy bộ trong 1 tiếng đồng hồ. Sau đó, họ đã có một bữa tối cùng với người mẫu Leena Sarvi để lắng nghe lời khuyên về cách cư xử trong một vài tình huống trong khi đang ăn. Ngày hôm sau, họ được đưa tới trung tâm văn hóa Kaapelitehdas cho thử thách chụp hình trên bạt lò xo và họ phải cố gắng tạo dáng thể thao trong 10 phút, Ana & Marje chiến thắng thử thách và nhận được một buổi thư giãn trong thẩm mỹ viện.
Ngày tiếp theo, họ quay lại Kaapelitehdas cho buổi chụp hình catalog cho quần áo thể thao Hobby Hall, họ sẽ phải tạo dáng với xe đạp Raleigh và sau đó phải tạo dáng với xe đạp trong khi lơ lửng trên không. Vào buổi đánh giá ngày hôm sau, Daniela là người được gọi tên đầu tiên còn Manon là thí sinh tiếp theo bị loại.
- Khách mời đặc biệt: Leena Sarvi, Samuli Karala, Bine Vesterinen, Anni Pätäri

### Tập 4: Art And Creativity
Khởi chiếu: 27 tháng 4 năm 2008
9 cô gái còn lại được yêu cầu phải tạo một bộ trang phục làm từ túi rác, giấy bạc & băng keo trong 20 phút. Sau đó, Saimi đến ngôi nhà chung để đánh giá trang phục của họ, trước khi có một buổi học về sự khác biệt giữa người mẫu quảng cáo và người mẫu thời trang. Sau đó, họ được đưa tới bảo tàng Halosenniemi ở Tuusula cho thử thách làm.người mẫu cho sinh viên đại học Uniarts Helsinki vẽ, khi họ phải tạo 3 kiểu dáng với trang phục của mình trong 20 phút.
Ngày hôm sau, họ đã có buổi chụp hình tiếp theo cho trang biên tập của tạp chí Cosmopolitan. Ani, Darina & Mari là 3 người thể hiện tốt nhất trong buổi chụp hình nên sẽ được tiếp tục buổi chụp hình khi các cô gái còn lại phải trở về ngôi nhà chung. Vào buổi đánh giá ngày tiếp theo, Darina là người được gọi tên đầu tiên còn Daniela là thí sinh tiếp theo bị loại.
- Nhiếp ảnh gia: John Lander

### Tập 5: Feeling Emotional
Khởi chiếu: 4 tháng 5 năm 2008
8 cô gái còn lại được đưa tới Bảo tàng nhà hát Phần Lan cho buổi học diễn xuất với diễn viên Jaana Saarinen, trước khi có buổi chụp hình tiếp theo là ảnh chân dung thể hiện cảm xúc trái ngược với tính cách của họ.
Ngày hôm sau, họ được đưa tới Studio Tähtitorni cho buổi chụp hình thứ hai cho nước uống Bonaqua, khi họ hóa thân thành người nổi tiếng trên thảm đỏ với xung quanh toàn là những thợ săn ảnh. Quay về ngôi nhà chung, họ nhận được tin nhắn chuyên gia catwalk J. Alexander, trước khi các cô gái bất ngờ khi anh đến gặp họ ngay lập tức cho một buổi tập catwalk. Vào buổi đánh giá ngày tiếp theo với sự xuất hiện giám khảo khách mời là J. Alexander, Anu là người được gọi tên đầu tiên còn Tatjana là thí sinh tiếp theo bị loại.
- Nhiếp ảnh gia: Sakari Majantie, Ofer Amir
- Khách mời đặc biệt: Jaana Saarinen, J. Alexander

### Tập 6: Commercials And Tourism
Khởi chiếu: 11 tháng 5 năm 2008
7 cô gái còn lại đã có một buổi quay quảng cáo cho kem Magnum với đạo diễn Miikka Lommi, trong khi họ phải tỏ ra là một cô gái đang ngủ và mơ màng về thú vui tội lỗi. Ngày hôm sau, họ được gặp Laila Snellman tại Paparazzi Model Management để học về cách chuẩn bị khi đi tham gia casting cho quản lí người mẫu, trước khi Laila thông báo rằng họ sẽ tới Stockholm cho một casting với một quản lí người mẫu. 
Ngày tiếp theo, các cô gái quay về Helsinki sau buổi casting và đã có một bữa tối trên thuyền. Vào buổi đánh giá ngày hôm sau, họ đã có thử thách nhỏ là casting cho đồ thể thao. Kết quả là Darina là người được gọi tên đầu tiên còn Marje là thí sinh tiếp theo bị loại.
- Khách mời đặc biệt: Miikka Lommi, Laila Snellman

### Tập 7: In The Spell Of Lapland
Khởi chiếu: 18 tháng 5 năm 2008
6 cô gái còn lại nhận được thông báo là họ sẽ tới khu nghỉ dưỡng trượt tuyết Ylläs ở Lapland. Ngày hôm sau, họ đã phải thức đậy sớm cho một buổi trượt tuyết, trước khi được đưa tới đỉnh núi Ylläs cho thử thách chụp hình catalog bên trong phòng tắm hơi trên cáp treo trên không theo cặp. Kết quả là Ani & Darina chiến thắng thử thách và sẽ được thư giãn trong phòng tắm hơi than bùn.
Ngày tiếp theo, họ đã có buổi chụp hình tiếp theo hóa thân thành phù thủy trong đồ lót được làm từ da tuần lộc, trong khi họ phải tạo dáng cùng với chó Husky. Sau đó, họ đã một buổi trình diễn thời trang giữa trời tuyết cho các nhà thiết kế địa phương, trước khi quay về Helsinki vào ngày mai. Vào buổi đánh giá ngày kế tiếp với sự xuất hiện giám khảo khách mời là Rami Lappalainen, Darina là người được gọi tên đầu tiên còn Ana & Mari rơi vào cuối bảng, nhưng Anne sau đó thông báo rằng là cả 2 đều là thí sinh tiếp theo bị loại.
- Nhiếp ảnh gia: Rami Lappalainen
- Khách mời đặc biệt: Saija Palin

### Tập 8: Alluring Musavide Video Mimics
Khởi chiếu: 25 tháng 5 năm 2008
4 cô gái còn lại đã có một buổi học múa cột từ vũ công Maria Kekkonen trước khi có thử thách múa cột, Darina chiến thắng thử thách và cô chọn Maria để nhận thưởng là một chiếc xe đạp leo núi từ Hobby Hall. Sau đó, họ đã có một buổi quay video âm nhạc đầu tiên của cựu người mẫu Kim Herold, Social Butterfly.
Ngày hôm sau, họ đã có buổi chụp hình chân dung theo phong cách của những ngôi sao Hollywood thập niên 1950, trong khi họ phải tỏ ra quyến rũ nhưng không tỏ ra gợi cảm. Vào buổi đánh giá ngày tiếp theo, Maria là người được gọi tên đầu tiên còn Anu là thí sinh tiếp theo bị loại.
- Nhiếp ảnh gia: Samuli Karala
- Khách mời đặc biệt: Maria Kekkonen, Kim Herold

### Tập 9: Working In Turkey
Khởi chiếu: 1 tháng 6 năm 2008
3 cô gái còn lại đã háo hức khi biết rằng họ sẽ được bay tới Side. Ngày hôm sau, stylist Tommy Kilponen đã đưa các cô gái đi mua sắm tại chợ trời cho buổi chụp hình ngày mai. Ngày tiếp theo, họ đã có buổi chụp hình ở bãi biển trong trang phục họ đã mua ngày hôm qua, khi họ phải tỏ ra tràn đầy năng lượng trong việc chạy nhảy trên bãi biển. Sau đó, họ đã được đưa tới đền Apollo cho buổi chụp hình thứ hai hóa thân thành những nữ thần của Hy Lạp.
Ngày hôm sau, họ được đưa tới thác nước Kurşunlu ở Antalya cho buổi chụp hình thứ ba trong áo tắm. Vào buổi đánh giá ngày kế tiếp, Darina là thí sinh vào chung kết đầu tiên, Ani là thí sinh tiếp theo còn Maria là thí sinh cuối cùng bị loại.
- Nhiếp ảnh gia: Sakari Majantie
- Khách mời đặc biệt: Tommy Kilponen

### Tập 10: Grande Finale
Khởi chiếu: 8 tháng 6 năm 2008
Ani & Darina đã có buổi chụp hình trong áo tắm ở hồ bơi khách sạn mà họ đang ở. Ngày hôm sau, họ quay về Helsinki cho một buổi phỏng vấn với Laila Snellman, Jari Leskinen & Pirjo Varjoranta tại quản lí người mẫu Paparazzi Model Management. 
Ngày tiếp theo, 2 cô gái đã được chuyên gia trang điểm Jan Thomas làm đẹp cho buổi chụp hình cuối cùng cho mỹ phẩm Max Factor. Vào buổi đánh giá cuối cùng ngày hôm sau với sự xuất hiện giám khảo khách mời là Laila Snellman & Jan Thomas, Ani trở thành quán quân đầu tiên của Suomen huippumalli haussa.
- Nhiếp ảnh gia: Sakari Majantie
- Khách mời đặc biệt: Laila Snellman, Jari Leskinen, Pirjo Varjoranta, Jan Thomas

## Thứ tự gọi tên
| Thứ tự | Tập     | Tập     | Tập     | Tập     | Tập     | Tập    | Tập      | Tập    | Tập    | Tập    |  |
| Thứ tự | 1       | 2       | 3       | 4       | 5       | 6      | 7        | 8      | 9      | 10     |  |
| ------ | ------- | ------- | ------- | ------- | ------- | ------ | -------- | ------ | ------ | ------ |  |
| 1      | Tatjana | Mari    | Daniela | Darina  | Anu     | Darina | Darina   | Maria  | Darina | Ani    |  |
| 2      | Darina  | Ani     | Ani     | Ana     | Mari    | Anu    | Anu      | Ani    | Ani    | Darina |  |
| 3      | Ana     | Maria   | Darina  | Maria   | Ani     | Maria  | Maria    | Darina | Maria  |        |  |
| 4      | Maria   | Marje   | Ana     | Anu     | Ana     | Ani    | Ani      | Anu    |        |        |  |
| 5      | Manon   | Anu     | Tatjana | Ani     | Darina  | Ana    | Ana Mari |        |        |        |  |
| 6      | Ani     | Ana     | Marje   | Mari    | Maria   | Mari   | Ana Mari |        |        |        |  |
| 7      | Mari    | Manon   | Maria   | Marje   | Marje   | Marje  |          |        |        |        |  |
| 8      | Marje   | Tatjana | Anu     | Tatjana | Tatjana |        |          |        |        |        |  |
| 9      | Anu     | Daniela | Mari    | Daniela |         |        |          |        |        |        |  |
| 10     | Armi    | Darina  | Manon   |         |         |        |          |        |        |        |  |
| 11     | Daniela | Armi    |         |         |         |        |          |        |        |        |  |
| 12     | Mariem  |         |         |         |         |        |          |        |        |        |  |

     Thí sinh bị loại
     Thí sinh chiến thắng cuộc thi

### Buổi chụp hình
- Tập 1: Khỏa thân phần trên trong quần jean
- Tập 2: Búp bê opera
- Tập 3: Catalog với xe đạp cho Hobby Hall
- Tập 4: Trang biên tập cho Cosmopolitan
- Tập 5: Ảnh chân dung biểu cảm; Người nổi tiếng trên thảm đỏ xung quanh thợ săn ảnh cho Bonaqua
- Tập 6: Quảng cáo kem Magnum
- Tập 7: Phù thủy trong đồ lót da tuần lộc với chó Husky
- Tập 8: Ảnh chân dung trắng đen diễn viên phim noir
- Tập 9: Chạy nhảy trên bãi biển; Nữ thần Hy Lạp; Áo tắm ở thác nước
- Tập 10: Áo tắm ở hồ bơi; Ảnh quảng cáo cho Max Factor